# Xã Myrtle, Quận Mountrail, Bắc Dakota
Xã Myrtle (tiếng Anh: Myrtle Township) là một xã thuộc quận Mountrail, tiểu bang Bắc Dakota, Hoa Kỳ. Năm 2010, dân số của xã này là 21 người.